# Ніколя Моріс-Беле
Ніколя Моріс-Беле (фр. Nicolas Maurice-Belay, нар. 19 квітня 1985, Сюсі-ан-Брі) — французький футболіст, який виступав на позиції лівого півзахисника.
Найбільше матчів провів за «Сошо» та «Бордо».

## Ігрова кар'єра
У дорослому футболі дебютував 2003 року виступами за команду клубу «Монако», виходячи в ранніх раундах національних кубків. 2005 року дебютував у Лізі 1, і відтоді провів у «Монако» два сезони, взявши участь у 15 матчах чемпіонату. 
Протягом 2006—2007 років захищав на умовах оренди кольори «Седана».
Своєю грою за останню команду привернув увагу представників тренерського штабу клубу «Сошо», до складу якого приєднався 2007 року. Відіграв за команду з Сошо наступні чотири сезони своєї ігрової кар'єри. Більшість часу, проведеного у складі «Сошо», був основним гравцем команди.
До складу клубу «Бордо» приєднався 2011 року. За шість сезонів відіграв за команду з Бордо 187 матчів у всіх змаганнях. Влітку 2017 після завершення контракту залишився без клубу.
У січні 2019 підписав контракт з аматорським клубом з Національного чемпіонату 2 «Бержерак». Президент клубу Крістоф Фовель шукав лівого півзахисника на заміну Еванові Шевальє, і його син у грі Football Manager виявив, що Моріс-Беле є вільним агентом та запропонував батькові його підписати. Президент не вірив, що гравець з 314 матчами в Лізі 1 погодиться перейти до клубу четвертого дивізіону, але випадково агент Моріса-Беле зателефонував тренерові «Бержерака», і Фовель-старший вирішив запропонувати Ніколя контракт, а той погодився. За «Бержерак» Моріс-Беле провів 9 матчів і забив 1 гол.
30 жовтня 2019 на жеребкуванні Кубка Франції оголосив про завершення кар'єри.

## Титули і досягнення
- Володар Кубка Франції (1):

«Бордо»: 2012-13